# ¡Nailed it! México
¡Nailed It! México es una serie original mexicana de Netflix que se estrenó el 8 de febrero de 2019, como un programa derivado de Nailed It!. La serie trata sobre tres pasteleros aficionados que compiten en un concurso de repostería al estilo de los programas de telerrealidad. El objetivo es copiar y hacer complicados pasteles con el fin de ganar un premio de $200 000 pesos en efectivo y el trofeo ¡Nailed It!. Una segunda temporada fue estrenada el 7 de agosto de 2020, y una tercera temporada el 5 de enero de 2021.

## Premisa
¡Nailed It! México está inspirado en la moda de la gente que intenta y fracasa en la elaboración de pasteles elaborados que encuentra en Internet. Tres pasteleros amateurs que han demostrado tener poca habilidad para la repostería, intentan recrear obras maestras comestibles para conseguir un premio de $200 000 pesos y el trofeo ¡Nailed It!. Los concursantes participan en dos retos a lo largo de los 35 minutos que duran los episodios; sus esfuerzos son juzgados por los copresentadores Omar Chaparro y Anna Ruiz, a los que se une un juez invitado diferente en cada episodio.
El primer reto se llama «Elección del Panadero», en el que los concursantes eligen uno de los tres pasteles existentes e intentan recrearlo. El ganador de este reto recibe un premio especial y puede llevar un gorro de cocinero dorado.
En el segundo reto, «Clavar o Fallar», los concursantes tienen dos horas para recrear un complicado pastel desde cero. Cada uno de ellos recibe un «Botón de Pánico» que les permite obtener tres minutos de ayuda de uno de los jueces. El pastelero con peores resultados del primer reto recibe un segundo botón para distraer a los demás pasteleros.

## Jueces
- Omar Chaparro, anfitrión
- Anna Ruiz, anfitrión

## Episodios
| Temporada | Temporada | Episodios | Episodios | Emisión original     | Emisión original     |
| --------- | --------- | --------- | --------- | -------------------- | -------------------- |
|           | 1         | 6         | 6         | 8 de febrero de 2019 | 8 de febrero de 2019 |
|           | 2         | 6         | 6         | 7 de agosto de 2020  | 7 de agosto de 2020  |
|           | 3         | 6         | 6         | 5 de enero de 2021   | 5 de enero de 2021   |

Los ganadores de la gorra de cocinero dorado se enumeran en cursiva. Los ganadores de los $200 000 pesos y el trofeo ¡Nailed It! de cada episodio se enumeran en negrita.  

### Temporada 1 (2019)
| N.º en serie | N.º en temp. | Título                  | Concursantes                                                  | Juez invitado(a)    | Fecha de lanzamiento original |
| --- | ------------ | ----------------------- | ------------------------------------------------------------- | ------------------- | ----------------------------- |
| 1 | 1            | «Feliz Cumplehornos»    | Denisse Tames, Armando Romero Guillot, Patricia Camarena      | Ricardo O'Farrill   | 8 de febrero de 2019          |
| Los concursantes crean pasteles de piñata comestibles y ambiciosos centros de mesa de quinceañera, pero un abrelatas puede ser la ruina de un competidor.                                                      |              |                         |                                                               |                     |                               |
| 2 | 2            | «Depostre»              | Jana Soar, Andrea Infante Covarrubias, José Ricardo Rasillo   | Psycho Clown        | 8 de febrero de 2019          |
| Con el luchador Psycho Clown mirando, los panaderos luchan por hacer cake pops en forma de luchadores enmascarados y un postre con forma de estadio de fútbol.                                                 |              |                         |                                                               |                     |                               |
| 3 | 3            | «María, la del Betún»   | Itziar Ambas, Rosa Lillia Colmenero, Natalia Huidobro Guzmán  | Sylvia Weinstock    | 8 de febrero de 2019          |
| Hay tanto drama en dos desafíos inspirados en telenovelas supervisados por la famosa panadera Sylvia Weinstock mientras se rompen los tazones, las galletas se desmoronan y los pasteles de boda se tambalean. |              |                         |                                                               |                     |                               |
| 4 | 4            | «Fiesta Fiasco»         | Roberto Servín, Rosario Marthen, Estela Valencia              | Aquiles Chávez      | 8 de febrero de 2019          |
| La hora feliz se vuelve triste cuando los cupcakes de cóctel con infusión de tequila salen mal; la fiesta posterior se convierte en hilaridad con un pastel giratorio con DJ.                                  |              |                         |                                                               |                     |                               |
| 5 | 5            | «Una Dulce Explosión»   | Liliana Miselem, Diego Adame, Karla María Rodríguez Aguilar   | Amirah Kassem       | 8 de febrero de 2019          |
| En una colorida celebración de la infancia que haría llorar a cualquier niño, los confusos panaderos intentan hacer donas arcoíris y un pastel cargado de dulces.                                              |              |                         |                                                               |                     |                               |
| 6 | 6            | «Día de los Inexpertos» | Carlos Pont, Ricardo Velázquez García, Ana Belén Lara Camacho | José Ramón Castillo | 8 de febrero de 2019          |
| Por una vez, el horror comienza antes de que comience la cocción; para impresionar al Willy Wonka de México, los panaderos esculpen monstruos aterradores, incluido un chupacabras.                            |              |                         |                                                               |                     |                               |

### Temporada 2 (2020)
| N.º en serie | N.º en temp. | Título                           | Concursantes | Juez invitado(a)   | Fecha de lanzamiento original |
| --- | ------------ | -------------------------------- | ------------ | ------------------ | ----------------------------- |
| 7 | 1            | «Pasteles Fuera de Órbita»       | —            | El Capi Pérez      | 7 de agosto de 2020           |
| Capi Pérez capitanea una misión mientras los concursantes hacen donas espaciales y pasteles alienígenas.                                                                           |              |                                  |              |                    |                               |
| 8 | 2            | «Arte Desastre»                  | —            | Adal Ramones       | 7 de agosto de 2020           |
| Los panaderos transforman las obras de arte en comestibles de aspecto miserable. El juez invitado Adal Ramones trae las risas.                                                     |              |                                  |              |                    |                               |
| 9 | 3            | «Carnaval de Errores»            | —            | Viviana Serna      | 7 de agosto de 2020           |
| Galletas de avena mal horneadas con forma de máscaras de carnaval de aspecto extraño; los pasteles flotantes llenos de funfetti asustan a los jueces.                              |              |                                  |              |                    |                               |
| 10 | 4            | «Artesanos Insanos»              | —            | Cositas            | 7 de agosto de 2020           |
| Cositas anima a los panaderos a elaborar pasteles inspirados en las muñecas María y un alebrije de armadillo.                                                                      |              |                                  |              |                    |                               |
| 11 | 5            | «Horneando en la Pista de Baile» | —            | Verónica Toussaint | 7 de agosto de 2020           |
| Elvis se encuentra plantado encima de un pastel de bola de discoteca con un atuendo de los 70. Para colmo, está enmarcado con cabello hecho con galletas.                          |              |                                  |              |                    |                               |
| 12 | 6            | «Saliendo a Flote»               | —            | Daniel Sosa        | 7 de agosto de 2020           |
| Una rosquilla común se vuela en pedazos mientras los panaderos crean flotadores para piscinas de animales. Realizan sus mejores intentos en los malos pasteles de barco de fiesta. |              |                                  |              |                    |                               |

### Temporada 3 (2021)
| N.º en serie | N.º en temp. | Título                 | Concursantes | Juez invitado(a)    | Fecha de lanzamiento original |
| --- | ------------ | ---------------------- | ------------ | ------------------- | ----------------------------- |
| 13 | 1            | «Deliciósotl»          | —            | José Ramón Castillo | 5 de enero de 2021            |
| Los concursantes buscan inspiración divina mientras elaboran deidades inusuales con pastel.                                 |              |                        |              |                     |                               |
| 14 | 2            | «Cementerio pastelero» | —            | Alejandra Ley       | 5 de enero de 2021            |
| Los panaderos luchan por elaborar postres inspirados en la reina del inframundo, para deleite de los jueces.                |              |                        |              |                     |                               |
| 15 | 3            | «Desastres encantados» | —            | Manu NNa            | 5 de enero de 2021            |
| Un desafío inspirado en un cuento de hadas envía a los panaderos a la confusión por sus desventurados caminos en la cocina. |              |                        |              |                     |                               |
| 16 | 4            | «Pastelazo de panzazo» | —            | Dhasia              | 5 de enero de 2021            |
| Los concursantes sacan el polvo a sus libros para un desafío de galletas temático de regreso a la escuela.                  |              |                        |              |                     |                               |
| 17 | 5            | «Superfracaso»         | —            | Alex Fernández      | 5 de enero de 2021            |
| Los panaderos intentan aprovechar sus habilidades únicas para elaborar golosinas inspiradas en superhéroes.                 |              |                        |              |                     |                               |
| 18 | 6            | «Suena deli»           | —            | Beto Cuevas         | 5 de enero de 2021            |
| Las cosas se salen de control rápidamente en la cocina cuando alguien deja caer su última creación de pastel.               |              |                        |              |                     |                               |

## Estreno
Los seis episodios de la primera temporada se lanzaron en Netflix el 8 de febrero de 2019; Sylvia Weinstock aparece en un episodio como jueza invitada. La segunda temporada se lanzó en Netflix el 7 de agosto de 2020. La tercera temporada se lanzó el 5 de enero de 2021, con seis episodios.